# S.O.S. CLIPS Vol.1
『S.O.S. CLIPS Vol.1』（エスオーエス・クリップス・ヴォリューム1）は、Skoop On Somebodyのビデオ・クリップ集。2002年1月17日発売。

## 概要
- SKOOP時代から通して初の映像作品。
- DVD, VHS, UMDでそれぞれリリースされている。

## 収録曲
1. ama-oto
作詞・作曲:S.O.S.　編曲:西平彰、S.O.S.
2. 線香花火
作詞・作曲:S.O.S.　編曲:西平彰、S.O.S.
3. eternal snow
作詞:S.O.S.、松原憲　作曲・編曲:松原憲
4. Still
作詞:小林夏海　作曲:清水昭男　編曲:鈴木雅也 for GROUND BASE Projects
5. 潮騒
作詞:小林夏海、清水昭男　作曲:清水昭男　編曲:鈴木雅也 for GROUND BASE Projects
6. sha la la
作詞:小林夏海、S.O.S.　作曲・編曲:Face 2 fAKE
7. M.F.S.B. 〜Live at SHIBUYA-AX 2001.7.27
作詞:小林夏海、S.O.S.　作曲・編曲:小松秀行、S.O.S.